# Fontana dell'Impero

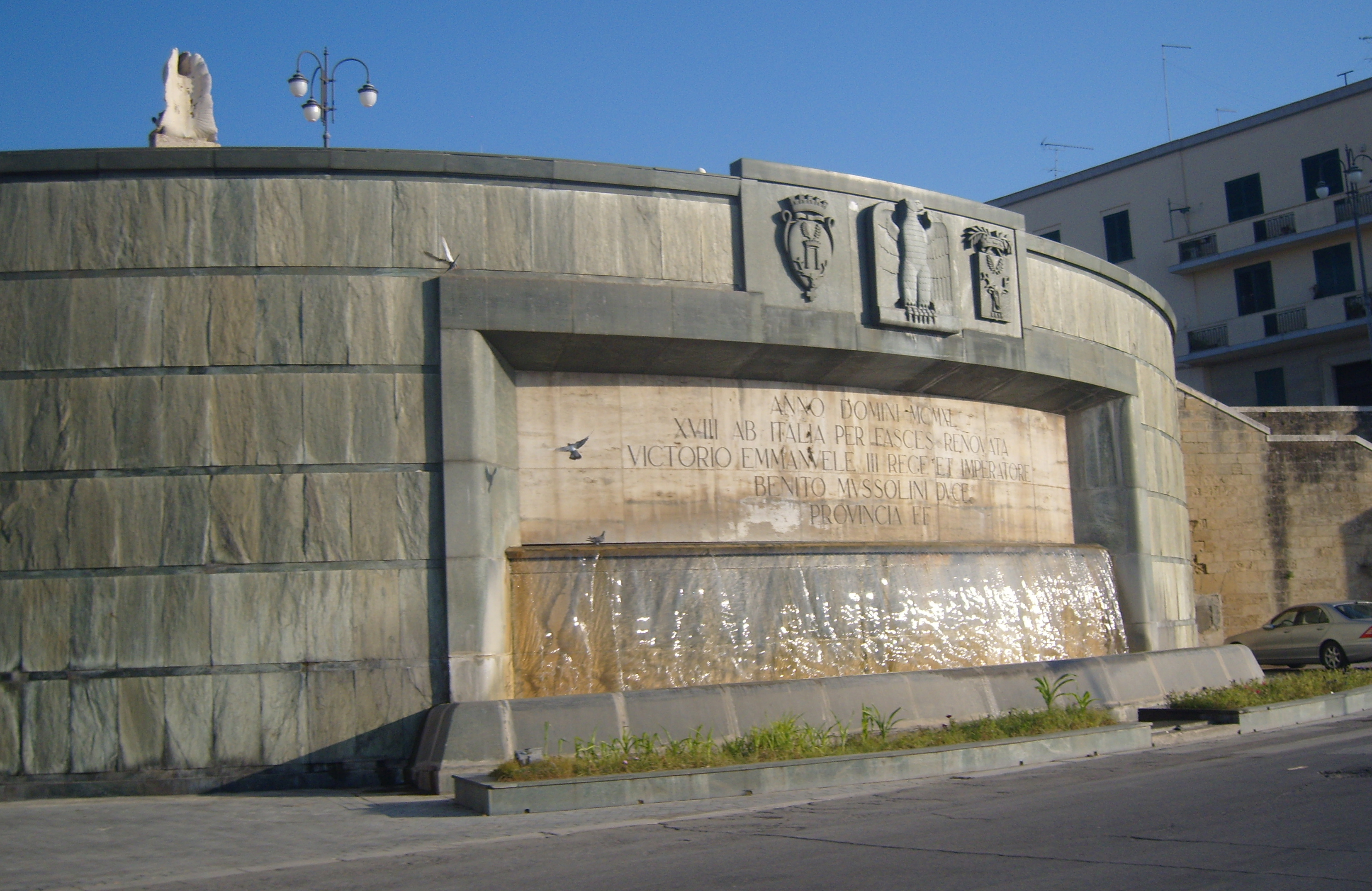
Fontana Monumentale

La Fontana dell'Impero è una fontana monumentale situata a Brindisi ai piedi di Piazza Santa Teresa, sul lungomare della città.

## Descrizione
Situata a ridosso delle antiche mura messapiche, questa fontana si trova in mezzo alle due scale laterali da cui si sale in piazza e venne costruita nel 1940 su disegno dell'architetto Iginio Grassi. In una scheda tecnica allegata al progetto si legge che fu realizzata in marmo verde delle Alpi e marmo nero della provincia di Brindisi, caratterizzata da linee essenziali e lineari. Sulla sommità presenta tre loghi, di cui al centro l'emblema dell'aquila, a sinistra lo stemma della città e a destra della provincia, mentre sulla facciata campeggia la scritta a caratteri cubitali: